# چاد در المپیک
چاد از سال ۱۹۶۴ تا ۱۹۷۲ (تحریم بازی‌های ۱۹۷۶ و ۱۹۸۰) و از ۱۹۸۴ تا ۲۰۲۴ ورزشکاران خود را به بازی‌های المپیک تابستانی ارسال کرده است، اما تاکنون موفق به کسب مدال المپیک نشده است. هیچ‌یک از ورزشکاران چاد در بازی‌های المپیک زمستانی شرکت نکرده‌اند.
کمیتهٔ ملی المپیک چاد Comité Olympique et Sportif Tchadien نام دارد که در سال ۱۹۶۳ تأسیس و در سال ۱۹۶۴ توسط کمیتهٔ بین‌المللی المپیک به رسمیت شناخته شد.

## جدول مدال‌ها

### مدال‌ها بر اساس بازی‌های تابستانی
| بازی‌ها | ورزشکاران    | طلا | نقره | برنز | مجموع | رتبه |
| ۱۹۶۴   | ۲            | ۰   | ۰    | ۰    | ۰     | –    |
| ۱۹۶۸   | ۳            | ۰   | ۰    | ۰    | ۰     | –    |
| ۱۹۷۲   | ۴            | ۰   | ۰    | ۰    | ۰     | –    |
| ۱۹۷۶   | شرکت نکرد    |     |      |      |       |      |
| ۱۹۸۰   | شرکت نکرد    |     |      |      |       |      |
| ۱۹۸۴   | ۳            | ۰   | ۰    | ۰    | ۰     | –    |
| ۱۹۸۸   | ۶            | ۰   | ۰    | ۰    | ۰     | –    |
| ۱۹۹۲   | ۴            | ۰   | ۰    | ۰    | ۰     | –    |
| ۱۹۹۶   | ۴            | ۰   | ۰    | ۰    | ۰     | –    |
| ۲۰۰۰   | ۲            | ۰   | ۰    | ۰    | ۰     | –    |
| ۲۰۰۴   | ۲            | ۰   | ۰    | ۰    | ۰     | –    |
| ۲۰۰۸   | ۲            | ۰   | ۰    | ۰    | ۰     | –    |
| ۲۰۱۲   | ۲            | ۰   | ۰    | ۰    | ۰     | –    |
| ۲۰۱۶   | ۲            | ۰   | ۰    | ۰    | ۰     | –    |
| ۲۰۲۰   | ۳            | ۰   | ۰    | ۰    | ۰     | –    |
| ۲۰۲۴   | ۳            | ۰   | ۰    | ۰    | ۰     | –    |
| ۲۰۲۸   | رویداد آینده |     |      |      |       |      |
| ۲۰۳۲   | رویداد آینده |     |      |      |       |      |
| مجموع  | مجموع        | ۰   | ۰    | ۰    | ۰     | –    |